# Major League Soccer 2011
La temporada 2011 de la Major League Soccer (MLS) fue la 16.ª edición realizada de la primera división del fútbol en los Estados Unidos y Canadá. Empezó el 15 de marzo y concluyó el 20 de noviembre.
El 20 de noviembre se disputó la final de la MLS Cup 2011 en el The Home Depot Center, Los Angeles Galaxy venció por 1 a 0 al Houston Dynamo y alcanzando su tercera MLS Cup de su historia.

## Cambios
- Portland Timbers y Vancouver Whitecaps se unieron a la liga y jugaran en la Conferencia Oeste.
- Kansas City Wizards cambiaron de nombre a Sporting Kansas City.
- Los Playoffs se ampliaron de 8 a 10 equipos.
- Con la llegada de los dos clubes a la Liga, la MLS decidió mover al Houston Dynamo a la Conferencia Este.[3]
- Los dos nuevos clubes de la MLS recibió patrocinadores camisa, mientras que cuatro clubes existentes vio a cuatro cambios en el patrocinio para la temporada 2011. 
  - Alaska Airlines firmó como patrocinador de la camiseta del Portland Timbers.
  - Bell Canada se convirtió en el patrocinador de la camiseta de Vancouver Whitecaps.
  - Greenstar es el nuevo patrocinador del jersey para el Houston Dynamo.
  - Bimbo es el primer patrocinador de la camiseta para el Philadelphia Union.
  - Chivas USA siguen siendo patrocinado por Grupo Modelo, pero este patrocinio es ahora a través de su marca de cerveza Corona.
  - UnitedHealthcare se convirtió por primera vez en el patrocinador del equipo de New England Revolution.

## Información de los equipos
| Chicago Fire                                | Bridgeview       | Frank Klopas (I) | Toyota Park                | 20.000 |
| Chivas USA                                  | Carson           | Robin Fraser     | The Home Depot Center      | 27.000 |
| Colorado Rapids                             | Commerce City    | Gary Smith       | Dick's Sporting Goods Park | 19.680 |
| Columbus Crew                               | Columbus         | Robert Warzycha  | Columbus Crew Stadium      | 20.455 |
| D.C. United                                 | Washington D. C. | Ben Olsen        | RFK Memorial Stadium       | 45.596 |
| FC Dallas                                   | Frisco           | Schellas Hyndman | Pizza Hut Park             | 21.193 |
| Houston Dynamo                              | Houston          | Dominic Kinnear  | Robertson Stadium          | 32.000 |
| Los Angeles Galaxy                          | Carson           | Bruce Arena      | The Home Depot Center      | 27.000 |
| New England Revolution                      | Foxborough       | Steve Nicol      | Gillette Stadium           | 68.756 |
| New York Red Bulls                          | Harrison         | Hans Backe       | Red Bull Arena             | 25.000 |
| Philadelphia Union                          | Chester          | Piotr Nowak      | PPL Park                   | 18.500 |
| Portland Timbers                            | Portland         | John Spencer     | Jeld-Wen Field             | 22.000 |
| Real Salt Lake                              | Sandy            | Jason Kreis      | Rio Tinto Stadium          | 20.008 |
| San Jose Earthquakes                        | Santa Clara      | Frank Yallop     | Buck Shaw Stadium          | 10.300 |
| Seattle Sounders FC                         | Seattle          | Sigi Schmid      | CenturyLink Field          | 38.500 |
| Sporting Kansas City                        | Kansas City      | Peter Vermes     | Livestrong Sporting Park   | 18.467 |
| Toronto FC                                  | Toronto          | Aron Winter      | BMO Field                  | 23.000 |
| Vancouver Whitecaps                         | Vancouver        | Tom Soehn        | BC Place                   | 21.500 |
| Datos actualizados al 1 de octubre de 2011. |                  |                  |                            |        |

### Equipos porestadoyprovincia
Estados Unidos
| Estado           | N.º | Equipos                                               |
| ---------------- | --- | ----------------------------------------------------- |
| California       | 3   | Chivas USA, Los Angeles Galaxy y San Jose Earthquakes |
| Texas            | 2   | FC Dallas y Houston Dynamo                            |
| Colorado         | 1   | Colorado Rapids                                       |
| Illinois         | 1   | Chicago Fire                                          |
| Kansas           | 1   | Sporting Kansas City                                  |
| Massachusetts    | 1   | New England Revolution                                |
| Nueva Jersey     | 1   | New York Red Bulls                                    |
| Ohio             | 1   | Columbus Crew                                         |
| Oregón           | 1   | Portland Timbers                                      |
| Pensilvania      | 1   | Philadelphia Union                                    |
| Utah             | 1   | Real Salt Lake                                        |
| Washington       | 1   | Seattle Sounders FC                                   |
| Washington D. C. | 1   | D.C. United                                           |

Canadá
| Provincia          | N.º | Equipos             |
| ------------------ | --- | ------------------- |
| Columbia Británica | 1   | Vancouver Whitecaps |
| Ontario            | 1   | Toronto FC          |

### Cambios de entrenadores
Pretemporada
| Club             | Entrenador saliente | Fecha de salida          | Reemplazado por | Fecha de llegada     |
| ---------------- | ------------------- | ------------------------ | --------------- | -------------------- |
| Portland Timbers | Equipo de expansión | Equipo de expansión      | John Spencer    | 10 de agosto de 2010 |
| Chivas USA       | Martin Vasquez      | 27 de octubre de 2010    | Robin Fraser    | 4 de enero de 2011   |
| Toronto FC       | Nick Dasovic        | 24 de septiembre de 2010 | Aron Winter     | 6 de enero de 2011   |

Temporada
| Club                | Entrenador saliente | Fecha de salida    | Reemplazado por | Fecha de llegada   |
| ------------------- | ------------------- | ------------------ | --------------- | ------------------ |
| Vancouver Whitecaps | Teitur Thordarson   | 29 de mayo de 2011 | Tom Soehn       | 29 de mayo de 2011 |
| Chicago Fire        | Carlos de los Cobos | 30 de mayo de 2011 | Frank Klopas    | 30 de mayo de 2011 |

## Posiciones
- Actualizado el 12 de noviembre de 2011.

### Conferencia Este
| Pos. | Equipos                | PJ | G  | E  | P  | GF | GC | Dif. | Pts. |
| ---- | ---------------------- | -- | -- | -- | -- | -- | -- | ---- | ---- |
| 1    | Sporting Kansas City   | 34 | 13 | 12 | 9  | 50 | 40 | +10  | 51   |
| 2    | Houston Dynamo         | 34 | 12 | 13 | 9  | 45 | 41 | +4   | 49   |
| 3    | Philadelphia Union     | 34 | 11 | 15 | 8  | 44 | 36 | +8   | 48   |
| 4    | Columbus Crew          | 34 | 13 | 8  | 13 | 43 | 44 | -1   | 47   |
| 5    | New York Red Bulls     | 34 | 10 | 16 | 8  | 50 | 44 | +6   | 46   |
| 6    | Chicago Fire           | 34 | 9  | 16 | 9  | 46 | 45 | +1   | 43   |
| 7    | D.C. United            | 34 | 9  | 12 | 13 | 49 | 52 | -3   | 39   |
| 8    | Toronto FC             | 34 | 6  | 15 | 13 | 36 | 59 | -23  | 33   |
| 9    | New England Revolution | 34 | 5  | 13 | 16 | 38 | 58 | -20  | 28   |

     Clasifica a los playoffs 2011.

     Clasifica a los playoffs 2011 (Wild Card).

### Conferencia Oeste
| Pos. | Equipos              | PJ | G  | E  | P  | GF | GC | Dif. | Pts. |
| ---- | -------------------- | -- | -- | -- | -- | -- | -- | ---- | ---- |
| 1    | Los Angeles Galaxy   | 34 | 19 | 10 | 5  | 48 | 28 | +20  | 67   |
| 2    | Seattle Sounders FC  | 34 | 18 | 9  | 7  | 56 | 37 | +19  | 63   |
| 3    | Real Salt Lake       | 34 | 15 | 8  | 11 | 44 | 36 | +8   | 53   |
| 4    | FC Dallas            | 34 | 15 | 7  | 12 | 42 | 39 | +3   | 52   |
| 5    | Colorado Rapids      | 34 | 12 | 13 | 9  | 44 | 41 | +3   | 49   |
| 6    | Portland Timbers     | 34 | 11 | 9  | 14 | 40 | 48 | -8   | 42   |
| 7    | San Jose Earthquakes | 34 | 8  | 14 | 12 | 40 | 45 | -5   | 38   |
| 8    | Chivas USA           | 34 | 8  | 12 | 14 | 41 | 43 | -2   | 36   |
| 9    | Vancouver Whitecaps  | 34 | 6  | 10 | 18 | 35 | 55 | -20  | 28   |

     Clasifica a los playoffs 2011.

     Clasifica a los playoffs 2011 (Wild Card).

### Tabla General
| Pos. | Equipos                | PJ | G  | E  | P  | GF | GC | Dif. | Pts. |
| ---- | ---------------------- | -- | -- | -- | -- | -- | -- | ---- | ---- |
| 1    | Los Angeles Galaxy     | 34 | 19 | 10 | 5  | 48 | 28 | +20  | 67   |
| 2    | Seattle Sounders FC    | 34 | 18 | 9  | 7  | 56 | 37 | +19  | 63   |
| 3    | Real Salt Lake         | 34 | 15 | 8  | 11 | 44 | 36 | +8   | 53   |
| 4    | FC Dallas              | 34 | 15 | 7  | 12 | 42 | 39 | +3   | 52   |
| 5    | Sporting Kansas City   | 34 | 13 | 12 | 9  | 50 | 40 | +10  | 51   |
| 6    | Colorado Rapids        | 34 | 12 | 13 | 9  | 44 | 41 | +3   | 49   |
| 7    | Houston Dynamo         | 34 | 12 | 13 | 9  | 45 | 41 | +4   | 49   |
| 8    | Philadelphia Union     | 34 | 11 | 15 | 8  | 44 | 36 | +8   | 48   |
| 9    | Columbus Crew          | 34 | 13 | 8  | 13 | 43 | 44 | -1   | 47   |
| 10   | New York Red Bulls     | 34 | 10 | 16 | 8  | 50 | 44 | +6   | 46   |
| 11   | Chicago Fire           | 34 | 9  | 16 | 9  | 46 | 45 | +1   | 43   |
| 12   | Portland Timbers       | 34 | 11 | 9  | 14 | 40 | 48 | -8   | 42   |
| 13   | D.C. United            | 34 | 9  | 12 | 13 | 49 | 52 | -3   | 39   |
| 14   | San Jose Earthquakes   | 34 | 8  | 14 | 12 | 40 | 45 | -5   | 38   |
| 15   | Chivas USA             | 34 | 8  | 12 | 14 | 41 | 43 | -2   | 36   |
| 16   | Toronto FC             | 34 | 6  | 15 | 13 | 36 | 59 | -23  | 33   |
| 17   | New England Revolution | 34 | 5  | 13 | 16 | 38 | 58 | -20  | 28   |
| 18   | Vancouver Whitecaps    | 34 | 6  | 10 | 18 | 35 | 55 | -20  | 28   |

     MLS Supporters' Shield 2011, Concacaf Liga Campeones 2012-13, Play-offs MLS Cup 2011

     Play-offs MLS Cup 2011

     Play-offs MLS Cup 2011 (Wild Card)

## Postemporada
La Postemporada del torneo fue anunciado el 23 de febrero de 2011. Los tres equipos de cada conferencia clasificados de los seis clasifican directamente a Semifinales de conferencia. Los cuatro equipos pasarán a primera ronda de la postemporada (Wild Card) que finalicen del 7º al 10º puesto de la tabla general; los dos equipos ganadores aceden a Semifinales de conferencia para enfrentarse contra el 1º de su respectiva conferencia. Y la final de la MLS Cup se desarrolló el 20 de noviembre.
|  | Wild Card |                    |   |  |
|  |           |                    |   |  |
|  | 7         | FC Dallas          | 0 |  |
|  | 7         | FC Dallas          | 0 |  |
|  | 10        | New York Red Bulls | 2 |  |
|  | 10        | New York Red Bulls | 2 |  |

|  | Wild Card |                 |   |  |
|  |           |                 |   |  |
|  | 8         | Colorado Rapids | 1 |  |
|  | 8         | Colorado Rapids | 1 |  |
|  | 9         | Columbus Crew   | 0 |  |
|  | 9         | Columbus Crew   | 0 |  |

|  | Semifinales de conferencia | Semifinales de conferencia | Semifinales de conferencia |                    |                      | Finales de conferencia | Finales de conferencia | Finales de conferencia |    |                | MLS Cup | MLS Cup | MLS Cup |  |
|  |                            |                            |                            |                    |                      |                        |                        |                        |    |                |         |         |         |  |
|  |                            |                            |                            |                    |                      |                        |                        |                        |    |                |         |         |         |  |
|  | E1                         | Sporting Kansas City       |                            |                    |                      |                        |                        |                        |    |                |         |         |         |  |
|  | E1                         | Sporting Kansas City       |                            |                    |                      |                        |                        |                        |    |                |         |         |         |  |
|  | WC                         | Colorado Rapids            |                            |                    |                      |                        |                        |                        |    |                |         |         |         |  |
|  | WC                         | Colorado Rapids            |                            | E1                 | Sporting Kansas City | 0                      |                        |                        |    |                |         |         |         |  |
|  | Conferencia Este           |                            |                            | E1                 | Sporting Kansas City | 0                      |                        |                        |    |                |         |         |         |  |
|  |                            |                            | E2                         | Houston Dynamo     | 2                    |                        |                        |                        |    |                |         |         |         |  |
|  | E2                         | Houston Dynamo             | E2                         | Houston Dynamo     | 2                    |                        |                        |                        |    |                |         |         |         |  |
|  | E2                         | Houston Dynamo             |                            |                    |                      |                        |                        |                        |    |                |         |         |         |  |
|  | E3                         | Philadelphia Union         |                            |                    |                      |                        |                        |                        |    |                |         |         |         |  |
|  | E3                         | Philadelphia Union         |                            |                    |                      |                        |                        |                        | E2 | Houston Dynamo | 0       |         |         |  |
|  |                            |                            |                            |                    |                      |                        |                        |                        | E2 | Houston Dynamo | 0       |         |         |  |
|  |                            |                            | O1                         | Los Angeles Galaxy | 1                    |                        |                        |                        |    |                |         |         |         |  |
|  | O1                         | Los Angeles Galaxy         | O1                         | Los Angeles Galaxy | 1                    |                        |                        |                        |    |                |         |         |         |  |
|  | O1                         | Los Angeles Galaxy         |                            |                    |                      |                        |                        |                        |    |                |         |         |         |  |
|  | WC                         | New York Red Bulls         |                            |                    |                      |                        |                        |                        |    |                |         |         |         |  |
|  | WC                         | New York Red Bulls         |                            | O1                 | Los Angeles Galaxy   | 3                      |                        |                        |    |                |         |         |         |  |
|  | Conferencia Oeste          |                            |                            | O1                 | Los Angeles Galaxy   | 3                      |                        |                        |    |                |         |         |         |  |
|  |                            |                            | O3                         | Real Salt Lake     | 1                    |                        |                        |                        |    |                |         |         |         |  |
|  | O2                         | Seattle Sounders FC        | O3                         | Real Salt Lake     | 1                    |                        |                        |                        |    |                |         |         |         |  |
|  | O2                         | Seattle Sounders FC        |                            |                    |                      |                        |                        |                        |    |                |         |         |         |  |
|  | O3                         | Real Salt Lake             |                            |                    |                      |                        |                        |                        |    |                |         |         |         |  |
|  | O3                         | Real Salt Lake             |                            |                    |                      |                        |                        |                        |    |                |         |         |         |  |
|  |                            |                            |                            |                    |                      |                        |                        |                        |    |                |         |         |         |  |

|                                       |
|                                       |
| Campeón Los Angeles Galaxy 3.° título |

## Premios individuales

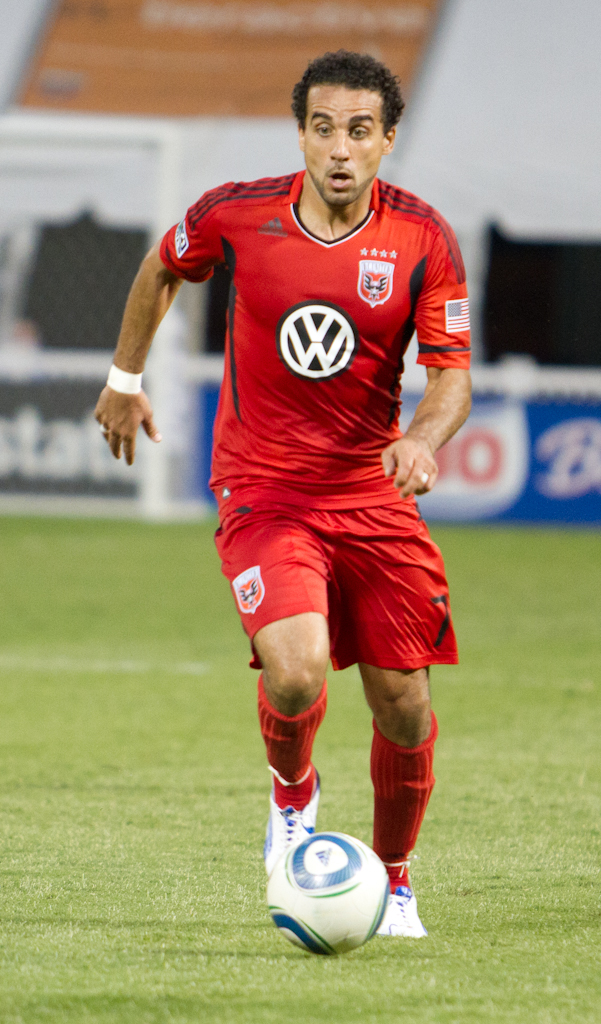
Dwayne De Rosario, fue el máximo anotador con 16 goles y ganador de la Bota de Oro.

### Goleadores
| Jugador           | Equipo               | Goles |
| ----------------- | -------------------- | ----- |
| Dwayne De Rosario | D.C. United          | 16    |
| Chris Wondolowski | San Jose Earthquakes | 16    |
| Thierry Henry     | New York Red Bulls   | 14    |
| Andrés Mendoza    | Columbus Crew        | 13    |
| Freddy Montero    | Seattle Sounders FC  | 12    |
| Landon Donovan    | Los Angeles Galaxy   | 12    |
| Camilo Sanvezzo   | Vancouver Whitecaps  | 12    |
| Dominic Oduro     | Chicago Fire         | 12    |
| Sébastien Le Toux | Philadelphia Union   | 11    |
| Brek Shea         | FC Dallas            | 11    |
| Álvaro Saborío    | Real Salt Lake       | 11    |
| Charlie Davies    | D.C. United          | 11    |

### Asistencias
| Jugador           | Equipo              | Asistencias |
| ----------------- | ------------------- | ----------- |
| Brad Davis        | Houston Dynamo      | 16          |
| David Beckham     | Los Angeles Galaxy  | 15          |
| Mauro Rosales     | Seattle Sounders FC | 13          |
| Dwayne De Rosario | D.C. United         | 12          |
| Davide Chiumiento | Vancouver Whitecaps | 9           |
| Freddy Montero    | Seattle Sounders FC | 9           |
| Kyle Beckerman    | Real Salt Lake      | 9           |
| Patrick Nyarko    | Chicago Fire        | 9           |
| Sébastien Le Toux | Philadelphia Union  | 9           |
| Jack Jewsbury     | Portland Timbers    | 8           |

### Jugador de la semana
| Semana    | Futbolista        | Equipo               |
| --------- | ----------------- | -------------------- |
| Semana 1  | Omar Bravo        | Sporting Kansas City |
| Semana 2  | Javier Morales    | Real Salt Lake       |
| Semana 3  | Camilo Sanvezzo   | Vancouver Whitecaps  |
| Semana 4  | David Ferreira    | FC Dallas            |
| Semana 5  | Luke Rodgers      | New York Red Bulls   |
| Semana 6  | Landon Donovan    | Los Angeles Galaxy   |
| Semana 7  | Will Bruin        | Houston Dynamo       |
| Semana 8  | Joao Plata        | Toronto FC           |
| Semana 9  | Justin Braun      | Chivas USA           |
| Semana 10 | Jeff Parke        | Seattle Sounders FC  |
| Semana 11 | Justin Mapp       | Philadelphia Union   |
| Semana 12 | Jean Alexandre    | Real Salt Lake       |
| Semana 13 | Steven Lenhart    | San Jose Earthquakes |
| Semana 14 | Bernardo Anor     | Columbus Crew        |
| Semana 15 | Mike Magee        | Los Angeles Galaxy   |
| Semana 16 | Joel Lindpere     | New York Red Bulls   |
| Semana 17 | Freddy Montero    | Seattle Sounders FC  |
| Semana 18 | Mauro Rosales     | Seattle Sounders FC  |
| Semana 19 | Sanna Nyassi      | Colorado Rapids      |
| Semana 20 | Dwayne De Rosario | D.C. United          |
| Semana 21 | Dwayne De Rosario | D.C. United          |
| Semana 22 | Chris Pontius     | D.C. United          |
| Semana 23 | Graham Zusi       | Sporting Kansas City |
| Semana 24 | Lamar Neagle      | Seattle Sounders FC  |
| Semana 25 | Charlie Davies    | D.C. United          |
| Semana 26 | Charlie Davies    | D.C. United          |
| Semana 27 | Danny Koevermans  | Toronto FC           |
| Semana 28 | Dwayne De Rosario | D.C. United          |
| Semana 29 | Marco Pappa       | Chicago Fire         |
| Semana 30 | Sin jugador       | Sin jugador          |
| Semana 31 | Kasey Keller      | Seattle Sounders FC  |
| Semana 32 | Jalil Anibaba     | Chicago Fire         |

### Jugador del mes
| Mes        | Futbolista        | Equipo               |
| ---------- | ----------------- | -------------------- |
| Marzo      | Nick Rimando      | Real Salt Lake       |
| Abril      | Brad Davis        | Houston Dynamo       |
| Mayo       | Landon Donovan    | Los Angeles Galaxy   |
| Junio      | Graham Zusi       | Sporting Kansas City |
| Julio      | Kevin Hartman     | FC Dallas            |
| Agosto     | Dwayne De Rosario | D.C. United          |
| Septiembre | Sébastien Le Toux | Philadelphia Union   |
| Octubre    | Chris Wondolowski | San Jose Earthquakes |

### Gol de la semana
| Semana    | Futbolista        | Equipo               |
| --------- | ----------------- | -------------------- |
| Semana 1  | Juan Agudelo      | New York Red Bulls   |
| Semana 2  | Javier Martina    | Toronto FC           |
| Semana 3  | Khari Stephenson  | San Jose Earthquakes |
| Semana 4  | O'Brian White     | Seattle Sounders FC  |
| Semana 5  | Jorge Perlaza     | Portland Timbers     |
| Semana 6  | Juan Agudelo      | New York Red Bulls   |
| Semana 7  | Brek Shea         | FC Dallas            |
| Semana 8  | Thierry Henry     | New York Red Bulls   |
| Semana 9  | David Beckham     | Los Angeles Galaxy   |
| Semana 10 | Carlos Ruiz       | Philadelphia Union   |
| Semana 11 | Lamar Neagle      | Seattle Sounders FC  |
| Semana 12 | Jean Alexandre    | Real Salt Lake       |
| Semana 13 | Eric Hassli       | Vancouver Whitecaps  |
| Semana 14 | Freddy Montero    | Seattle Sounders FC  |
| Semana 15 | Tyson Wahl        | Seattle Sounders FC  |
| Semana 16 | Darlington Nagbe  | Portland Timbers     |
| Semana 17 | David Beckham     | Los Angeles Galaxy   |
| Semana 18 | Carlos Ruiz       | Philadelphia Union   |
| Semana 19 | Kei Kamara        | Sporting Kansas City |
| Semana 20 | Roger Torres      | Philadelphia Union   |
| Semana 21 | Luis Gil          | Real Salt Lake       |
| Semana 22 | Adam Moffat       | Houston Dynamo       |
| Semana 23 | Graham Zusi       | Sporting Kansas City |
| Semana 24 | Lamar Neagle      | Seattle Sounders FC  |
| Semana 25 | Kyle Beckerman    | Real Salt Lake       |
| Semana 26 | Davide Chiumiento | Vancouver Whitecaps  |
| Semana 27 | Álvaro Fernández  | Seattle Sounders FC  |
| Semana 28 | Freddy Montero    | Seattle Sounders FC  |
| Semana 29 | Kenny Cooper      | Portland Timbers     |
| Semana 30 | Chris Wondolowski | San Jose Earthquakes |
| Semana 31 | Danny Cruz        | Houston Dynamo       |
| Semana 32 | Adam Moffat       | Houston Dynamo       |

### Jugador de la temporada[9]
| Futbolista        | Equipo      |
| ----------------- | ----------- |
| Dwayne De Rosario | D.C. United |

## Equipo ideal de la temporada
| Pos. | Futbolista        | Equipo               |
| ---- | ----------------- | -------------------- |
| POR  | Kasey Keller      | Seattle Sounders FC  |
| DEF  | Todd Dunivant     | Los Angeles Galaxy   |
| DEF  | Omar Gonzalez     | Los Angeles Galaxy   |
| DEF  | Jámison Olave     | Real Salt Lake       |
| MED  | David Beckham     | Los Angeles Galaxy   |
| MED  | Brad Davis        | Houston Dynamo       |
| MED  | Dwayne De Rosario | D.C. United          |
| MED  | Landon Donovan    | Los Angeles Galaxy   |
| MED  | Brek Shea         | FC Dallas            |
| DEL  | Thierry Henry     | New York Red Bulls   |
| DEL  | Chris Wondolowski | San Jose Earthquakes |

## Juego de estrellas

### Juego de Estrellas 2011
El Juego de las Estrellas 2011 fue la 16.ª edición del Juego de las Estrellas de la MLS se llevó a cabo el 27 de julio de 2011 entre el equipo de estrellas de la Major League Soccer y el Manchester United de Inglaterra, en un partido de carácter amistoso que se llevó a cabo en el Red Bull Arena en Harrison, Nueva Jersey. El partido terminó con un marcador de 4-0 a favor del Manchester, los goles del Manchester fueron de Anderson al minuto 20', Park Ji-Sung al minuto 45', Dimitar Berbatov al minuto 53' y finalmente el último gol de Danny Welbeck al minuto 68'.